# Stara Wieś (Pszczyna)
Stara Wieś (niem. Altdorf) – dawniej samodzielna wieś, obecnie część miasta Pszczyny.

## Historia
Stara Wieś to prawdopodobne miejsce w którym wokół niewielkiego gródka i drewnianego kościółka rozwinęła się pierwotna osada o nazwie Pszczyna, przed lokacją właściwego miasta w drugiej połowie XIII w. Pod koniec XIII w. na terytorium późniejszego Górnego Śląska przeprowadzono wielką akcją osadniczą (tzw. łanowo-czynszową), kiedy to prawdopodobnie powstały również nowe zabudowania w Starej Wsi o innej charakterystyce zabudowy w porównaniu do starszej osady przy kościele, później pod wezwaniem św. Jadwigi.
Miejscowość po raz pierwszy wzmiankowana została w 1408 r.jako Aldedorf. W dokumencie sprzedaży dóbr pszczyńskich wystawionym przez Kazimierza II cieszyńskiego w języku czeskim we Frysztacie w dniu 21 lutego 1517 roku wieś została wymieniona jako Starowes. W kolejnych latach wzmiankowana była m.in. jako Aldendorff (1536), Aldendorf (1572), w XVIII i XIX w. Jako Aldorf, a w okresie międzywojennym jako Starawieś.
Wspomniany kościół miał istnieć tu już około 1200 r. Podlegał następnie parafii w Pszczynie. Był kilkukrotnie przebudowywany.
W listopadzie 1598 r. wizytacji kościelnej (pierwszej po soborze trydenckim) dekanatu pszczyńskiego dokonał archidiakon krakowski Krzysztof Kazimirski na zlecenie biskupa Jerzego Radziwiłła. Według sporządzonego sprawozdania kościół w Antiqua Villa znajdował się w rękach protestantów.
Po I wojnie światowej i powstaniach śląskich o przynależności państwowej miał zadecydować plebiscyt. Z głosujących w Starej Wsi 1135 osób 740 (65,3%) głosowało za Polską, a 411 (34,7%) za Niemcami. Część wsi położoną wokół kościoła św. Jadwigi przyłączono do Pszczyny. We wrześniu 1939 r. w wyniku działań wojennych zniszczony został kościół św. Jadwigi. Miejscowość włączono w granice III Rzeszy.
Pozostałą część Starej Wsi włączono do miasta po II wojnie światowej, 1 grudnia 1945.
W 1981 r. powołano samodzielną parafię w Starej Wsi.
Zygmunt Orlik w monografii o Starej Wsi podaje, że w latach 1990-1998 Stara Wieś istniała jako jedno z trzynastu sołectw Gminy Pszczyna, po czym 1 stycznia 1999 "na skutek administracyjnej decyzji, mimo sprzeciwów mieszkańców, przestała być sołectwem i ponownie stała się dzielnicą Pszczyny". Informacja ta nie figuruje jednak w Dzienniku Ustaw, Monitorze Polskim ani Dzienniku Urzędowy Wojewódzkiej Rady Narodowej w Katowicach, a sam Orlik nie podaje źródła (np. do oryginalnych rozporządzeń).